# White Noise (Band)
White Noise ist eine Band der experimentellen elektronischen Musik, die 1968 in London von David Vorhaus, Delia Derbyshire und Brian Hodgson gegründet wurde.

## Werk

### An Electric Storm
Als erstes Album veröffentlichte die Band 1969 An Electric Storm bei Island Records. Das Album wurde unter Ausnutzung einer Vielfalt von Bandmanipulationstechniken und der frühen Nutzung des ersten britischen Synthesizers EMS VCS 3 produziert. Neben anderen Eigentümlichkeiten wurde das erste Stück des Albums mit erhöhter Geschwindigkeit abgespielt, um dem Bassspiel von Vorhaus einen Violinen- und Cello-ähnlichen Klang zu geben. 
Obwohl anfangs der kommerzielle Erfolg bei Island ausblieb, wurde die Band im Laufe der Zeit als Geheimtipp gehandelt und verkaufte im Laufe der Jahre viele Alben. 
Ein kurzer Abschnitt des Albums wird als Soundtrack des Films Dracula jagt Minimädchen verwendet.

### White Noise II-III
Nachdem Derbyshire und Hodgson die Band verlassen hatten, veröffentlichte Vorhaus im Jahr 1974 ein weiteres, vorwiegend instrumentales Album White Noise II - Concerto for Synthesizer bei Virgin Records. 
Das Album White Noise III - Re-Entry  wurde 1980 bei Pulse Records veröffentlicht und enthält 17 Stücke. 1995 folgte eine Veröffentlichung auf CD bei AMP-Records. Thematisch ist es eine Reise durch den Kosmos. Die CD enthält 3 Bonus-Tracks. Unterstützung erhielt Vorhaus dabei von dem Schlagzeuger Dino Ferrari.

### White Noise IV-V
Zwei weitere Alben, White Noise IV  - Inferno und White Noise V  - Sound Mind wurden 1990 und 2000 bei AMP Music veröffentlicht.

## Diskografie
- An Electric Storm (1969)
- White Noise 2 - Concerto for Synthesizer (1974)
- White Noise 3 - Re-Entry (1988)
- White Noise 4 - Inferno (1990)
- White Noise 5 - Sound Mind (2000)
- White Noise 5.5 - White Label (2006)
- Blackout Zen Waves (2016)
- Dreams of New York (2016)